# Eparchia di Ufa

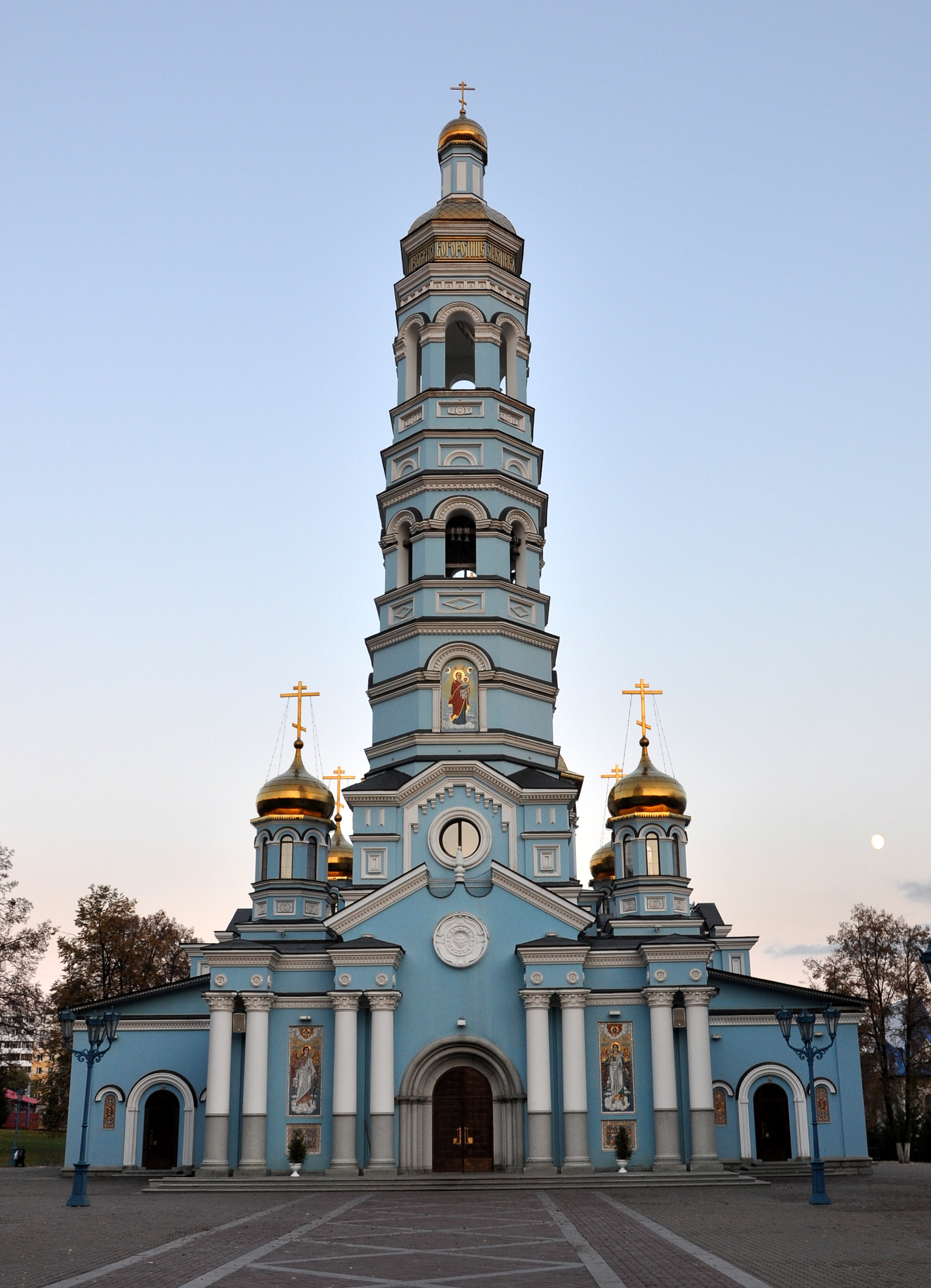
La cattedrale della Natività della Vergine a Ufa.

L'eparchia di Ufa (in russo: Уфимская епархия) è una diocesi della Chiesa ortodossa russa, appartenente alla metropolia della Baschiria.

## Territorio
L'eparchia comprende i rajon di Arcangelo, Beloreck, Blagoveščensk, Gafuri, Iglino, Sterlitamak e Učaly nella repubblica della Baschiria.
Sede eparchiale è la città di Ufa, dove si trova la cattedrale della Natività della Vergine. L'eparca ha il titolo ufficiale di «metropolita di Ufa e Sterlitamak».
Nel 2018 l'eparchia è suddivisa in 10 decanati per un totale di 92 parrocchie.

## Storia
L'eparchia di Orenburg e Ufa fu eretta il 27 settembre 1799 ricavandone il territorio dall'eparchia di Vjatka (Kirov), e il 2 aprile 1859 fu divisa in due distinte eparchie. Nel 1937 l'eparchia di Ufa fu soppressa, ma subito ristabilita nel 1942.
Nel 2011 e nel 2017 ha ceduto porzioni di territorio a vantaggio dell'erezione rispettivamente delle eparchie di Neftekamsk e Salavat, e dell'eparchia di Birsk.